# National Heroes Park
 (février 2024).
Si vous disposez d'ouvrages ou d'articles de référence ou si vous connaissez des sites web de qualité traitant du thème abordé ici, merci de compléter l'article en donnant les références utiles à sa vérifiabilité et en les liant à la section « Notes et références ».
Le National Heroes Park est un lieu de commémoration à Kingston, en Jamaïque, ainsi qu'un grand jardin botanique de la capitale jamaïcaine. 
Il rend hommage à des héros, des combattants, des politiciens, des artistes et même des patriarches monarchiques comme le roi George VI, père de la reine Élisabeth II, ce lieu permet l'organisation de beaucoup d'activités commémoratives, sportives et politiques.
Il retrace l'histoire de la Jamaïque, autrefois sous colonie anglaise.
C'est dans le National Heroes Park que se déroule le concert de Bob Marley et The Wailers, intitulé « Smile Jamaica », en 1976.
Il est un lieu très important pour la capitale jamaïcaine, très prisé des touristes et autres visiteurs du pays.